# Оксвасс (Міссурі)
Оксвасс (англ. Auxvasse) — місто (англ. city) в США, в окрузі Келлевей штату Міссурі. Населення — 1001 особа (2020).

## Географія
Оксвасс розташований за координатами 39°1′3″ пн. ш. 91°53′44″ зх. д. / 39.01750° пн. ш. 91.89556° зх. д. (39.017487, -91.895611).  За даними Бюро перепису населення США в 2010 році місто мало площу 1,96 км², з яких 1,96 км² — суходіл та 0,00 км² — водойми.

## Демографія
Згідно з переписом 2010 року, у місті мешкали 983 особи в 405 домогосподарствах у складі 261 родини. Густота населення становила 502 особи/км².  Було 472 помешкання (241/км²).
Расовий склад населення:
| - 94,1 % — білих - 3,2 % — чорних або афроамериканців - 1,3 % — корінних американців - 0,5 % — азіатів |

До двох чи більше рас належало 0,6 %. Частка іспаномовних становила 1,1 % від усіх жителів.
За віковим діапазоном населення розподілялося таким чином: 28,4 % — особи молодші 18 років, 58,4 % — особи у віці 18—64 років, 13,2 % — особи у віці 65 років та старші. Медіана віку мешканця становила 36,5 року. На 100 осіб жіночої статі у місті припадало 90,1 чоловіків;  на 100 жінок у віці від 18 років та старших — 85,8 чоловіків також старших 18 років.
Середній дохід на одне домашнє господарство  становив 44 380 доларів США (медіана — 35 875), а середній дохід на одну сім'ю — 49 970 доларів (медіана — 42 917). Медіана доходів становила 40 156 доларів для чоловіків та 30 938 доларів для жінок. За межею бідності перебувало 13,4 % осіб, у тому числі 16,7 % дітей у віці до 18 років та 10,1 % осіб у віці 65 років та старших.
Цивільне працевлаштоване населення становило 546 осіб. Основні галузі зайнятості: освіта, охорона здоров'я та соціальна допомога — 20,0 %, виробництво — 14,8 %, роздрібна торгівля — 14,1 %.